# Лазурко, Николай Кирикович
Николай Кирикович Лазурко (1 июля 1912 — 15 октября 1998, Рига) — наводчик 120-мм миномёта 993-го стрелкового полка, старший сержант — на момент последнего представления к награждению орденом Славы. Один из немногих полных кавалеров ордена Славы, награждённых четырьмя орденами.

## Биография
Родился 1 июля 1912 года на территории Фейманской волости Режицкого уезда в семье рабочего-железнодорожника. Образование среднее.
В апреле 1934 года был призван на военную службу в латвийскую армию, после демобилизации долгое время не мог найти работу, прежде чем устроился токарем в железнодорожные мастерские Даугавпилса.
Работал народным судьёй в городе Даугавпилс. С началом Великой Отечественной войны в эвакуации. Работал слесарем в паровозных депо станций Северной железной дороги Всполье и Иваново.
В августе 1942 года был призван в Красную армию. В боях Великой Отечественной войны с сентября того же года, освоил специальность миномётчика. Боевой путь начал в составе 59-го гвардейского стрелкового полка 21-й гвардейской стрелковой дивизии, стал командиром миномётного расчёта. Воевал на Калининском, Западном, 2-м Прибалтийском и 3-м Белорусском фронтах. Член ВКП/КПСС с 1943 года.
16 декабря 1943 года в бою под деревней Гатчино гвардии сержант Лазурко, перебравшись с миномётом через реку Долыссица, открыл огонь и разбил орудие противника. При отражении контратаки врага у населённого пункта Демешкино огнём из миномёта поразил свыше 10 солдат. Был ранен, но остался в строю. Приказом по частям 21-й гвардейской стрелковой дивизии от 28 декабря 1943 года гвардии сержант Лазурко Николай Кирикович награждён орденом Славы 3-й степени.
3 июля 1944 года в боях под деревнями Замхи и Жихари из миномёта его расчёт уничтожил пулемёт и свыше отделения пехоты, подавил 2 огневые точки. Лазурко снова был ранен, но остался в строю. Своими действиями способствовал захвату участка железной дороги Полоцк — Невель. За этот бой был представлен к награждению орденом Славы 2-й степени, но о награде тогда не узнал, так как убыл в госпиталь. Приказом по войскам 3-й ударной армии от 1 сентября 1944 года гвардии сержант Лазурко Николай Кирикович награждён орденом Славы 2-й степени.
После госпиталя был направлен в другую часть — 1067-й стрелковый полк 311-й стрелковой дивизии. Здесь воевал уже как командир расчёта 76-мм орудия. 8 октября 1944 года в районе деревни Алкишкяй расчёт сержанта Лазурко прямой наводкой уничтожил 3 пулемёта и 20 солдат противника. При отражении контратаки подбил танк и уничтожил 12 солдат противника. Когда расчёт и орудие были выведены из строя, оставшись один, вёл огонь из пулемёта, пока контратака не была отбита. Командиром полка был представлен к награждению орденом Отечественной войны 2-й степени, но командующий артиллерией 4-й ударной армии изменил статус награды на орден Славы 2-й степени. Об этой награде Лазурко тогда не узнал, так как после ранения попал в госпиталь, и потом снова в другую часть. Приказом по войскам 4-й ударной армии от 21 декабря 1944 года сержант Лазурко Николай Кирикович награждён орденом Славы 2-й степени.
На завершающем этапе войны, в боях на территории Восточной Пруссии, участвовал уже в составе 993-го стрелкового полка 263-й стрелковой дивизии наводчиком 120-мм миномёта. 6-9 апреля 1945 года в боях за город Кёнигсберг наводчик 120-мм миномёта старший сержант Лазурко миномётным огнём вывел из строя 4 станковых пулемёта, пушку и до отделения солдат противника. Приказом по войскам 43-й армии от 30 апреля 1945 года старший сержант Лазурко Николай Кирикович награждён орденом Славы 2-й степени.
В декабре 1945 года был демобилизован. Вернулся на родину. Жил в Резекнекском районе.
Был заместителем секретаря Лудзенского исполкома, первым секретарем Зилупского райкома партии, председателем исполкома Даугавпилсского районного Совета депутатов трудящихся. С декабря 1962 до 1975 года был председателем Резекнекского райисполкома. Дважды (в 1966 и 1971 г.) избирался кандидатом в члены ЦК Компартии Латвии, был депутатом Верховного Совета Латвийской ССР.
Указом Президиума Верховного Совета СССР от 23 марта 1963 года в порядке перенаграждения Лазурко Николай Кирикович награждён орденом Славы 1-й степени. Стал полным кавалером ордена Славы.
Позднее работал старшим охотоведом общества охотников и рыболовов. Последние годы жил в Риге. Скончался 15 октября 1998 года.

## Награды
- Орден Октябрьской революции[1]
- Орден Отечественной войны 1-й (11 марта 1985) и 2-й степеней (23 марта 1963)
- Три ордена Трудового Красного Знамени[1]
- Орден «Знак Почёта»[1]
- Ордена Славы 1-й (23 марта 1963), 2-й (1 сентября 1944) и 3-й (28 декабря 1943) степени
- Медаль «За отвагу»[1] (25 января 1944)
- Медаль «За победу над Германией в Великой Отечественной войне 1941-1945 гг.»